# No inscrits (Parlament Europeu)
Els no inscrits (o no adscrits) són eurodiputats que no pertanyen a cap dels grups polítics organitzats del Parlament Europeu.
A diferència d'alguns parlaments nacionals, al Parlament Europeu no hi ha un grup de no inscrits. Els diputats que no pertanyen a cap grup polític de la cambra disposen d'un pressupost comú i una secretaria comuna, però no tenen cap altre punt en comú amb els grups polítics.

## Membres no inscrits

### 10è Parlament (2024–2029)
| Estat        | Partit                                                                                | Partit Europeu | Partit Europeu | Eurodiputats |
| ------------ | ------------------------------------------------------------------------------------- | -------------- | -------------- | ------------ |
| Bulgària     | Moviment pels Drets i les Llibertats Движение за права и свободи                      |                | Cap            | 2 / 17       |
| Xipre        | Independent Fidias Panayiotou                                                         |                | Independent    | 1 / 6        |
| Txèquia      | Partit Comunista de Bohèmia i Moràvia Komunistická strana Čech a Moravy               |                | PEL (obs.)     | 1 / 21       |
| Txèquia      | Demòcrates Units - Associació d'Independents Spojení demokraté - Sdružení nezávislých |                | Cap            | 1 / 21       |
| Alemanya     | Aliança Sahra Wagenknecht Bündnis Sahra Wagenknecht                                   |                | Cap            | 5 / 96       |
| Alemanya     | Die PARTEI                                                                            |                | Cap            | 2 / 96       |
| Alemanya     | Partit del Progrés Partei des Fortschritts                                            |                | Cap            | 1 / 96       |
| Alemanya     | Friedrich Pürner (Indep.) Ex-BSW                                                      |                | Independent    | 1 / 96       |
| Grècia       | Partit Comunista de Grècia Κομμουνιστικό Κόμμα Ελλάδας                                |                | ECA            | 2 / 21       |
| Grècia       | Victoria Νίκη                                                                         |                | Cap            | 1 / 21       |
| Grècia       | Curs de Llibertat Πλεύση Ελευθερίας                                                   |                | Cap            | 1 / 21       |
| Luxemburg    | Partit Reformista d'Alternativa Democràtica Alternativ Demokratesch Reformpartei      |                | ECR Party      | 1 / 6        |
| Polònia      | Confederació de la Corona Polonesa Konfederacja Korony Polskiej                       |                | Cap            | 1 / 53       |
| Romania      | S.O.S. Romania S.O.S. România                                                         |                | Cap            | 2 / 33       |
| Eslovàquia   | Direcció – Socialdemocràcia Smer – sociálna demokracia                                |                | PES (suspès)   | 5 / 15       |
| Eslovàquia   | Veu – Socialdemocràcia Hlas – sociálna demokracia                                     |                | PES (suspès)   | 1 / 15       |
| Espanya      | S'ha Acabat la Festa Se Acabó La Fiesta                                               |                | Cap            | 1 / 61       |
| Unió Europea | Total                                                                                 | Total          | Total          | 28 / 720     |

## Anteriors composicions

### 9è Parlament (2019–2024)
| Estat         | Partit                                                                                              | Partit Europeu | Partit Europeu    | Diputats |
| ------------- | --------------------------------------------------------------------------------------------------- | -------------- | ----------------- | -------- |
| Bèlgica       | Candidat independent Marc Tarabella                                                                 |                | Indep.            | 1 / 21   |
| Bulgària      | Candidat independent Elena Yoncheva                                                                 |                | Indep.            | 1 / 17   |
| Croàcia       | Dret i justícia Pravo i Pravda                                                                      |                | Cap               | 2 / 12   |
| Txèquia       | Candidat independent Hynek Blaško                                                                   |                | Indep.            | 1 / 21   |
| França        | Candidat independent Gilbert Collard, Maxette Grisoni-Pirbakas, Hervé Juvin, Jérôme Rivière         |                | Indep.            | 4 / 79   |
| Alemanya      | El PARTIT Die PARTEI                                                                                |                | Cap               | 1 / 96   |
| Alemanya      | Alternativa per Alemanya Alternative für Deutschland                                                |                | ID Party (suspès) | 9 / 96   |
| Alemanya      | Candidat independent Martin Buschmann, Jörg Meuthen                                                 |                | Indep.            | 2 / 96   |
| Grècia        | Partit Comunista de Grècia Κομμουνιστικό Κόμμα Ελλάδας (ΚΚΕ)                                        |                | Iniciativa        | 2 / 21   |
| Grècia        | Candidat independent Alexis Georgoulis, Eva Kaili, Athanasios Konstantinou, Giannis Lagos           |                | Indep.            | 4 / 21   |
| Hongria       | Fidesz                                                                                              |                | Cap               | 12 / 21  |
| Hongria       | Jobbik                                                                                              |                | ECPM              | 1 / 21   |
| Itàlia        | Moviment 5 Estrelles Movimento 5 Stelle (M5S)                                                       |                | Cap               | 6 / 76   |
| Itàlia        | Democràcia Cristiana Sicília Democrazia Cristiana Sicilia (DCS)                                     |                | Cap               | 1 / 76   |
| Itàlia        | Candidat independent Andrea Cozzolino, Dino Giarrusso, Maria Veronica Rossi, Massimiliano Smeriglio |                | Indep.            | 4 / 76   |
| Letònia       | Unió Russa de Letònia Latvijas Krievu savienība (LKS)                                               |                | EFA (suspès)      | 1 / 8    |
| Lituània      | Partit Laborista Darbo Partija (DP)                                                                 |                | Cap               | 1 / 11   |
| Països Baixos | Fòrum per a la Democràcia Forum voor Democratie (FvD)                                               |                | Cap               | 1 / 29   |
| Romania       | Partit Socialdemòcrata Partidul Social Democrat (PSD)                                               |                | PES               | 1 / 33   |
| Eslovàquia    | Direcció – Socialdemocràcia Smer – sociálna demokracia (SMER-SD)                                    |                | PES (suspès)      | 2 / 14   |
| Eslovàquia    | Slovak PATRIOT Slovensky PATRIOT (SP)                                                               |                | EAFD              | 1 / 14   |
| Eslovàquia    | República Hnutie Republika                                                                          |                | Cap               | 1 / 14   |
| Catalunya     | Junts per Catalunya                                                                                 |                | Cap               | 3 / 59   |
| Unió Europea  | Total                                                                                               | Total          | Total             | 61 / 705 |

### 8è Parlament
| Estat      | # | Partit                                                              | Diputat | Partit polític europeu |
| ---------- | - | ------------------------------------------------------------------- | --- | ---------------------- |
| França     | 2 | Front Nacional                                                      | Bruno Gollnisch | MENL                   |
| França     | 2 | Front Nacional                                                      | Jean-Marie Le Pen | MENL                   |
| Alemanya   | 1 | Die PARTEI                                                          | Martin Sonneborn | Cap                    |
| Alemanya   | 1 | Partit Nacional Demòcrata d'Alemanya                                | Udo Voigt | FNE                    |
| Grècia     | 3 | Alba Daurada                                                        | Georgios Epitidios | FNE                    |
| Grècia     | 3 | Alba Daurada                                                        | Lambros Foundoulis | FNE                    |
| Grècia     | 3 | Alba Daurada                                                        | Eleftherios Synadinos                                                                                                 | FNE                    |
| Grècia     | 2 | Partit Comunista de Grècia                                          | Konstantinos Papadakis                                                                                                | Iniciativa             |
| Grècia     | 2 | Partit Comunista de Grècia                                          | Sotirios Zarianopoulos                                                                                                | Iniciativa             |
| Hongria    | 3 | Jobbik                                                              | Zoltán Balczó | AENM                   |
| Hongria    | 3 | Jobbik                                                              | Béla Kovács | AENM                   |
| Hongria    | 3 | Jobbik                                                              | Krisztina Morvai | AENM                   |
| Polònia    | 1 | Coalició per a la Renovació de la República - Llibertat i Esperança | Janusz Korwin-Mikke (abandonà el KNP i fundà el partit KORWiN d'on forma part)                                        | Cap                    |
| Espanya    | 1 | Partit Socialista Obrer Espanyol                                    | Juan Fernando López Aguilar (expulsat del S&D el 15 d'abril de 2015 per haver estat denunciat per violència masclista | PSE                    |
| Regne Unit | 1 | Partit Unionista Democràtic                                         | Diane Dodds | Cap                    |

### 7è Parlament (2009-2014)
| Estat         | #                           | Partit                         | Diputat                   | Partit polític europeu |
| ------------- | --------------------------- | ------------------------------ | ------------------------- | ---------------------- |
| Àustria       | 1                           | Llista Hans-Peter Martin       | Hans-Peter Martin         | Cap                    |
| Àustria       | 2                           | Independent                    | Martin Ehrenhauser        | Cap                    |
| Àustria       | 2                           | Independent                    | Angelika Werthmann        | Cap                    |
| Àustria       | 2                           | Partit de la Llibertat         | Andreas Mölzer            | Cap                    |
| Àustria       | 2                           | Partit de la Llibertat         | Franz Obermayr            | Cap                    |
| Àustria       | 1                           | Aliança per al Futur d'Àustria | Ewald Stadler             | Cap                    |
| Bèlgica       | 2                           | Vlaams Belang                  | Philip Claeys             | Cap                    |
| Bèlgica       | 2                           | Vlaams Belang                  | Frank Vanhecke            | Cap                    |
| Bulgària      | 1                           | Unió Nacional Atac             | Dimitar Stoiànov          | Cap                    |
| Espanya       | 1                           | Unió, Progrés i Democràcia     | Francisco Sosa Wagner     | Cap                    |
| França        | 3                           | Front Nacional                 | Bruno Gollnisch           | AENM                   |
| França        | 3                           | Front Nacional                 | Jean-Marie Le Pen         | AENM                   |
| França        | 3                           | Front Nacional                 | Marine Le Pen             | AENM                   |
| Hongria       | 3                           | Jobbik                         | Béla Kovács               | Cap                    |
| Hongria       | 3                           | Jobbik                         | Krisztina Morvai          | Cap                    |
| Hongria       | 3                           | Jobbik                         | Csanád Szegedi            | Cap                    |
| Països Baixos | 3                           | Partit per la Llibertat        | Louis Bontes              | Cap                    |
| Països Baixos | 3                           | Partit per la Llibertat        | Barry Madlener            | Cap                    |
| Països Baixos | 3                           | Partit per la Llibertat        | Laurence Stassen          | Cap                    |
| Països Baixos | 1                           | Independent                    | Daniël van der Stoep      | Cap                    |
| Regne Unit    |                             |                                |                           |                        |
| 1             | Partit Nacional Britànic    | Nick Griffin                   | AENM                      |                        |
| 1             | Independent                 | Andrew Brons                   | Cap                       |                        |
| 1             | Partit Unionista Democràtic | Diane Dodds                    | Cap                       |                        |
| 1             | Independent                 | Nikki Sinclaire                | Cap                       |                        |
| 1             | UKIP                        | Mike Nattrass                  | Cap                       |                        |
| Romania       | 2                           | Partit de la Gran Romania      | Claudiu Ciprian Tănăsescu | Cap                    |
| Romania       | 2                           | Partit de la Gran Romania      | Corneliu Vadim Tudor      | Cap                    |